# Wybory prezydenckie w Stanach Zjednoczonych w 1872 roku

Mapa wyborcza Stanów Zjednoczonych w 1872 roku. Liczba na mapie określa liczbę przedstawicieli stanu w Kolegium Elektorów

Wybory prezydenckie w Stanach Zjednoczonych w 1872 roku – dwudzieste drugie wybory prezydenckie w historii Stanów Zjednoczonych. Na urząd prezydenta wybrano ponownie Ulyssesa Granta, a wiceprezydentem został Henry Wilson.

## Kampania wyborcza
W początkach lat 70. XIX wieku ideały rekonstrukcji kraju zaczęły słabnąć. Dodatkowo nadużycia finansowe w administracji publicznej, łapownictwo i alkoholizm prezydenta, spowodowały bunt w szeregach republikanów. Dysydenci tacy jak: Carl Schurz, Charles Francis Adams czy Gideon Welles założyli ruch Liberalnych Republikanów, głoszący idee wolnego handlu, protekcjonizmu i zdecydowany sprzeciw wobec kontynuacji polityki Granta. Na majowej konwencji w Cincinnati ustalili program zakładający wycofanie wojsk z dawnych terenów konfederackich, amnestię i reformę służby publicznej, a swoim kandydatem na prezydenta mianowali Horace’a Greeleya. Poparcia Greeleyowi udzieliła także Partia Demokratyczna. Delegaci Partii Republikańskiej w pierwszym głosowaniu udzielili poparcia Ulyssesowi Grantowi, a jego nominatem wiceprezydenckim został Henry Wilson.

## Kandydaci

### Konserwatywni Demokraci

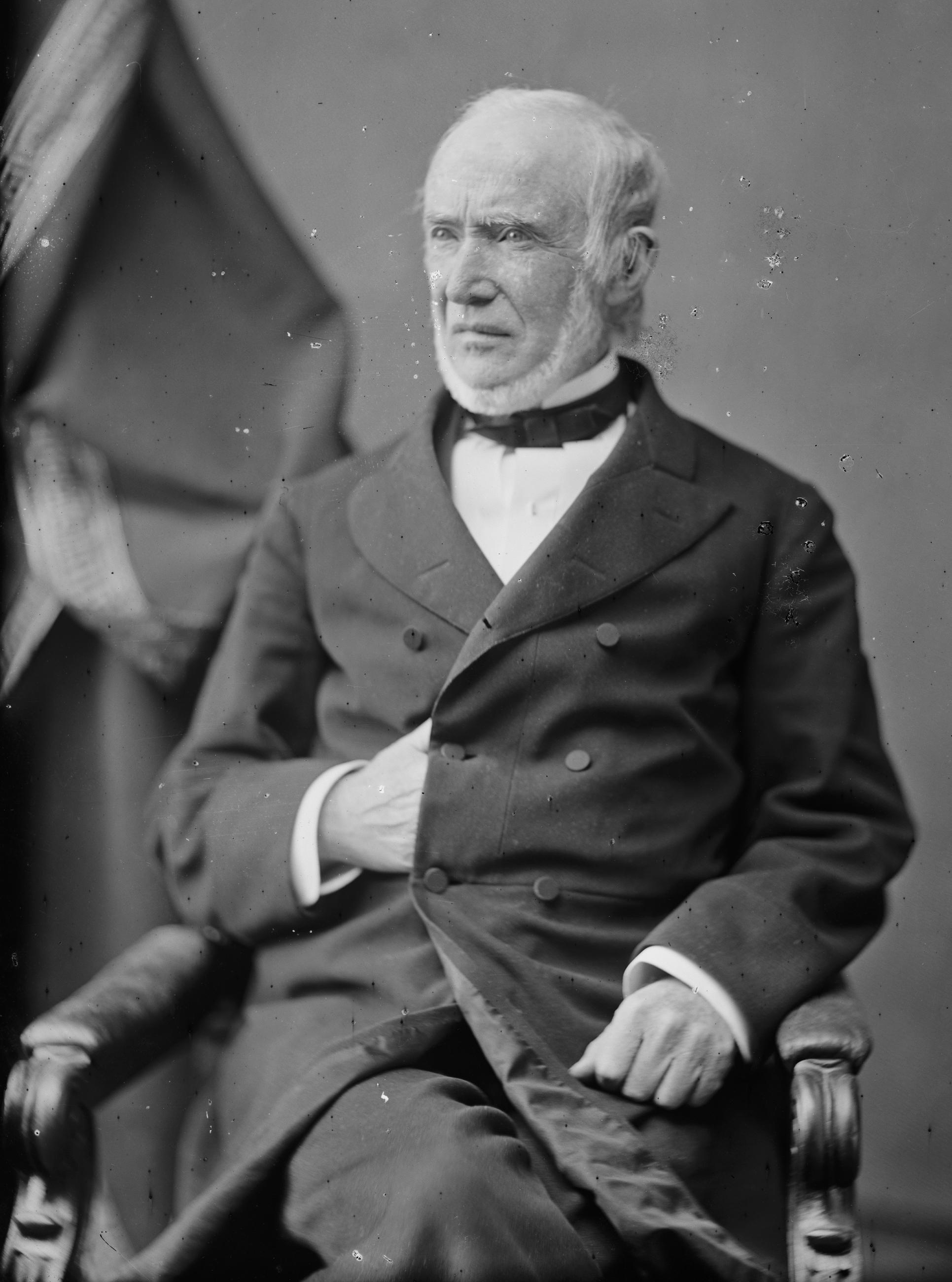
Charles O'Conor

### Liberalni Republikanie

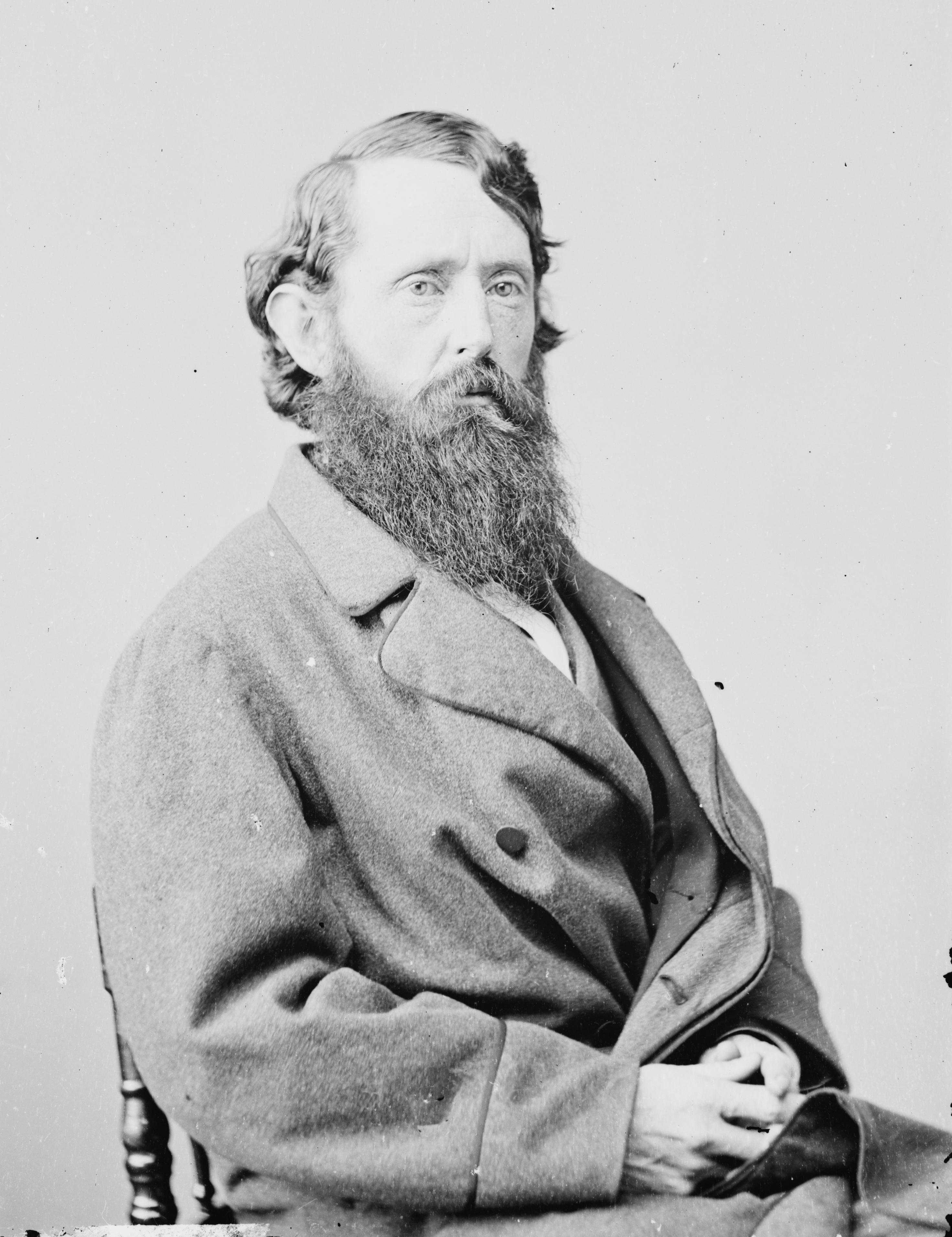
Benjamin Gratz Brown

### Partia Demokratyczna

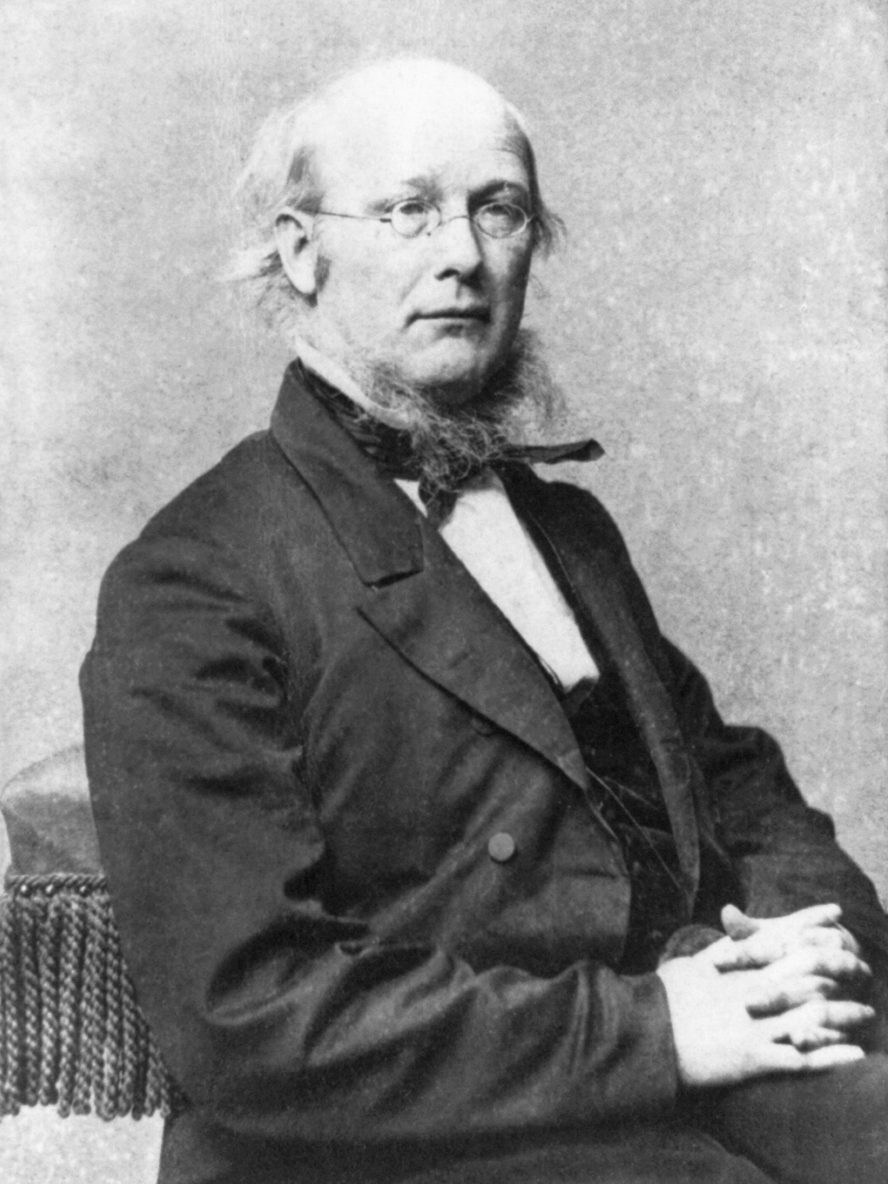
Horace Greeley
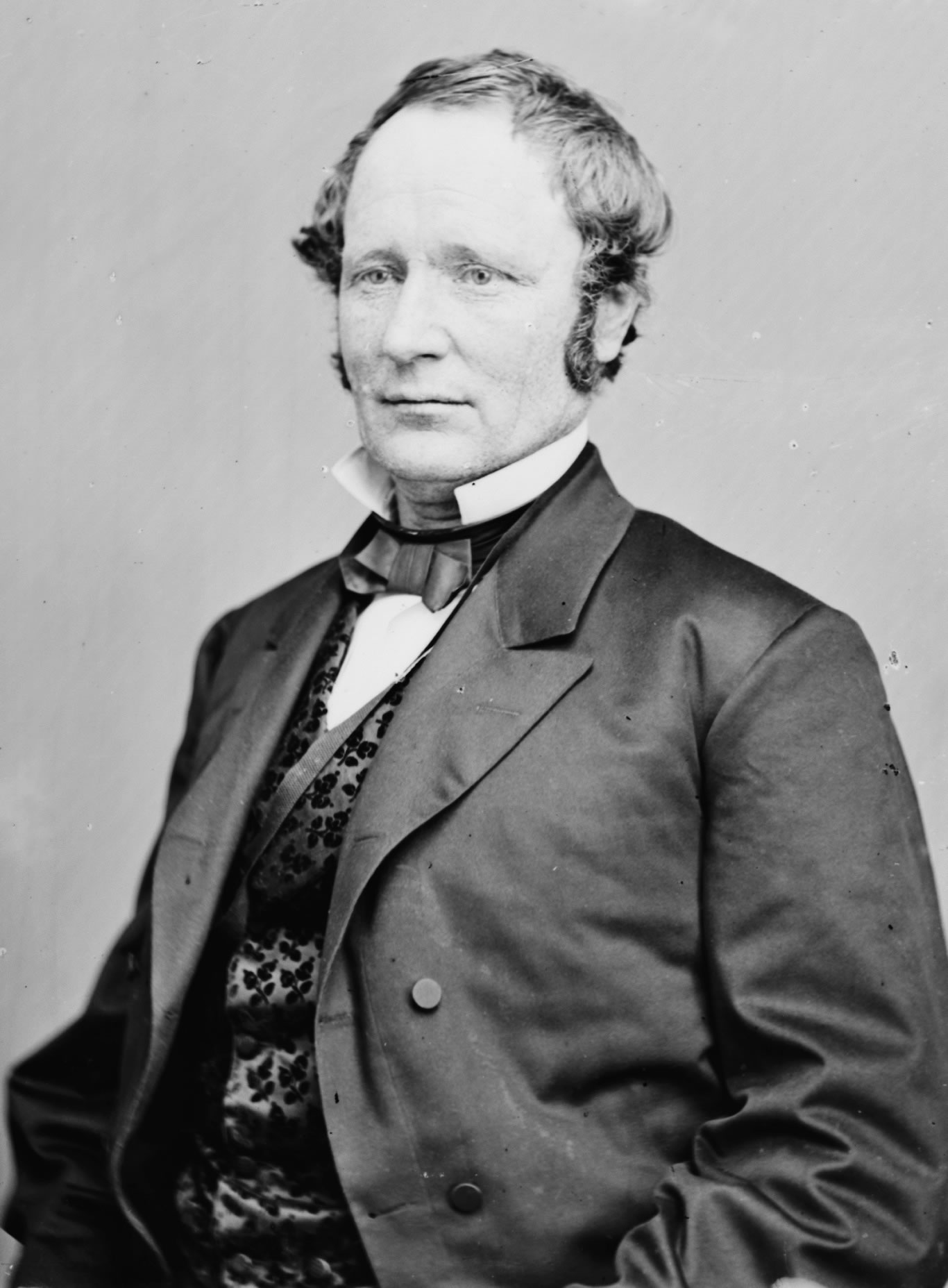
Thomas Hendricks

### Partia Republikańska

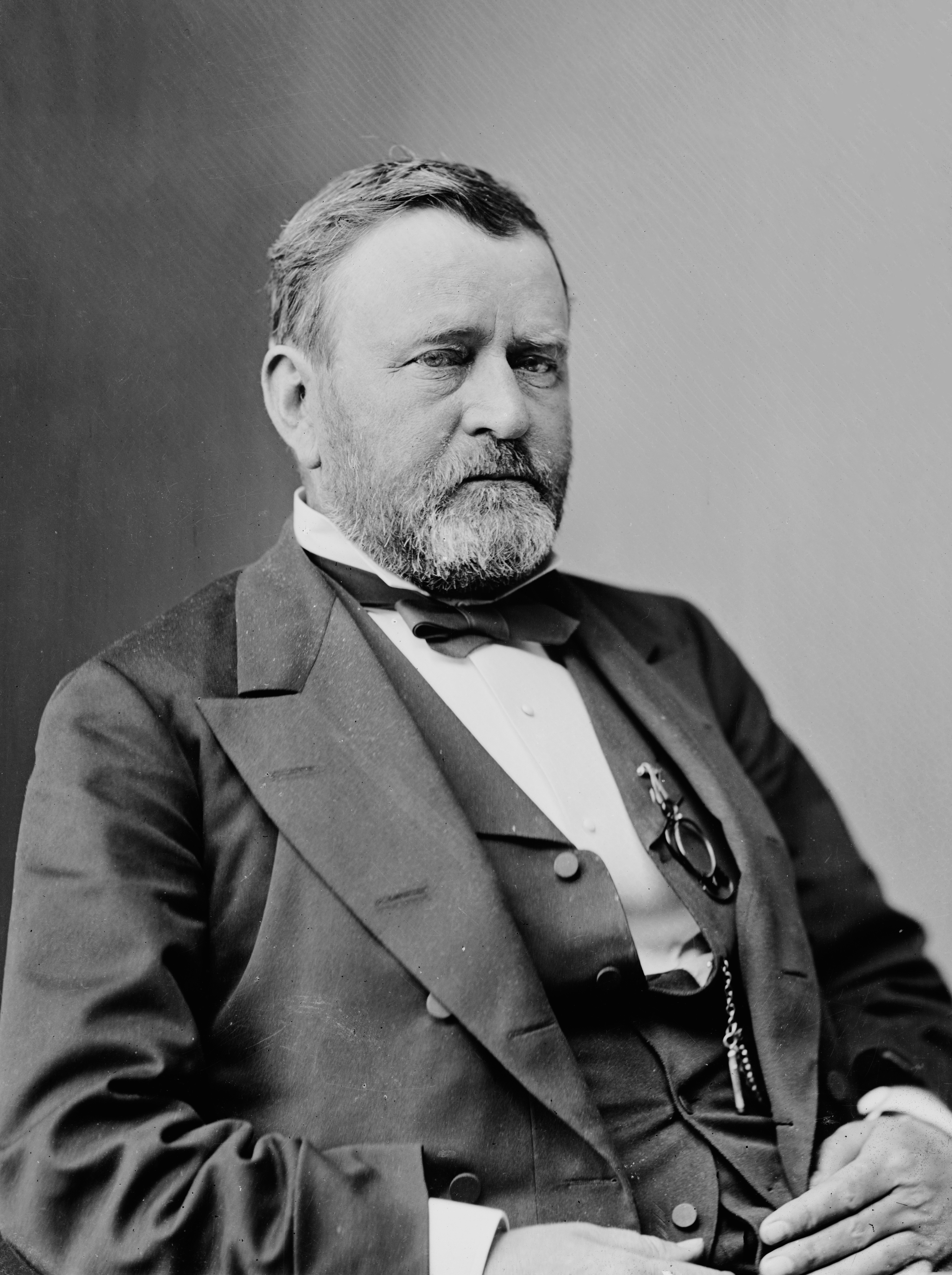
Ulysses Grant
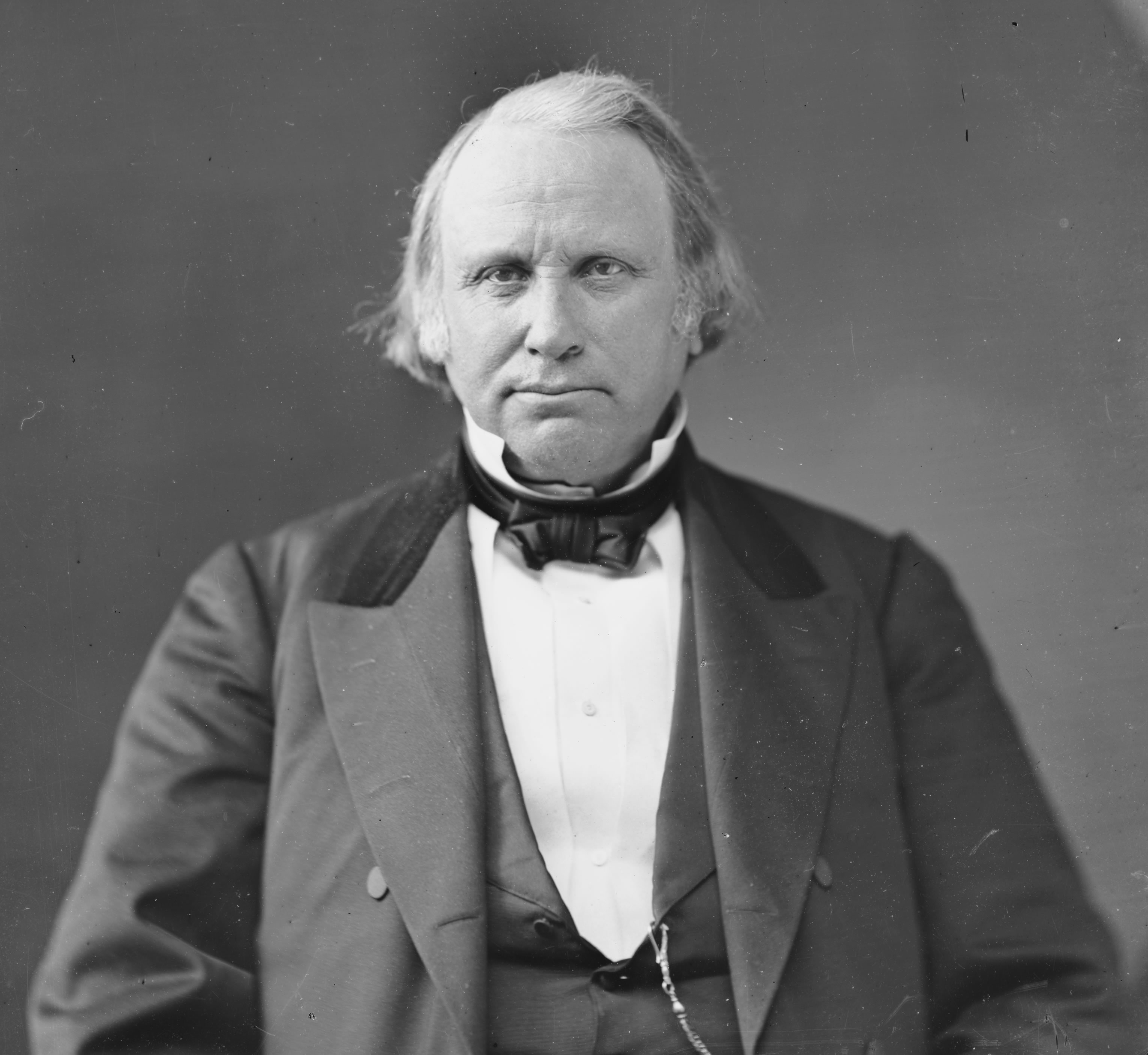
Henry Wilson

## Wyniki głosowania
Głosowanie powszechne odbyło się 5 listopada 1872. Grant uzyskał 55,7% poparcia, wobec 43,9% dla Greeleya i 0,3% dla Charlesa O’Conora. Ponadto, nieco ponad 5000 głosów oddano na niezależnych elektorów, głosujących na innych kandydatów. Frekwencja wyniosła 71,3%. W głosowaniu Kolegium Elektorów (zatwierdzonym 12 lutego 1873) Grant uzyskał 286 głosów, przy wymaganej większości 177 głosów. Ponieważ Greeley zmarł trzy tygodnie po wyborach powszechnych, 66 elektorów, którzy zamierzali na niego zagłosować, oddało głosy na innych kandydatów. Thomas Hendricks uzyskał 42 głosy, a Benjamin Gratz Brown – 18. Dwaj pozostali kandydaci otrzymali po kilka głosów. Decyzją Izby Reprezentantów 3 elektorskie głosy oddane na Greeleya zostały unieważnione. W głosowaniu wiceprezydenckim zwyciężył Henry Wilson, uzyskując 286 głosów wobec 47 dla Benjamina Gratza Browna. Pozostałych siedmiu kandydatów uzyskało po kilka głosów.
| Kandydat na prezydenta | Partia                 | Głosowanie powszechne | Głosowanie powszechne | Kolegium Elektorów |
| Kandydat na prezydenta | Partia                 | Głosy                 | Procent               | Kolegium Elektorów |
| ---------------------- | ---------------------- | --------------------- | --------------------- | ------------------ |
| Ulysses Grant          | Partia Republikańska   | 3 598 235             | 55,7%                 | 286                |
| Horace Greeley         | Partia Demokratyczna   | 2 834 761             | 43,9%                 | 3                  |
| Charles O’Conor        | Bourbon Democrat       | 18 602                | 0,3%                  | 0                  |
| Thomas Hendricks       | Partia Demokratyczna   | b.d                   | b.d                   | 42                 |
| Benjamin Gratz Brown   | Liberalni Republikanie | b.d                   | b.d                   | 18                 |
| Charles Jenkins        | Partia Demokratyczna   | b.d                   | b.d                   | 2                  |
| David Davis            | Liberalni Republikanie | b.d                   | b.d                   | 1                  |
| Łącznie                | Łącznie                | Łącznie               | Łącznie               | 352                |

| Kandydat na wiceprezydenta | Partia                 | Kolegium Elektorów |
| -------------------------- | ---------------------- | ------------------ |
| Henry Wilson               | Partia Republikańska   | 286                |
| Benjamin Gratz Brown       | Liberalni Republikanie | 47                 |
| George Washington Julian   | Liberalni Republikanie | 5                  |
| Alfred H. Colquitt         | Partia Demokratyczna   | 5                  |
| John Palmer                | Liberalni Republikanie | 3                  |
| Thomas Bramlette           | Partia Demokratyczna   | 1                  |
| Nathaniel Prentice Banks   | Liberalni Republikanie | 1                  |
| William Groesbeck          | Partia Demokratyczna   | 1                  |
| Willis Machen              | Partia Demokratyczna   | 1                  |
| Łącznie                    | Łącznie                | 352                |